# Frantz Bertin
Frantz Bertin (ur. 30 maja 1983 w Paryżu we Francji) – haitański piłkarz występujący na pozycji pomocnika. Reprezentuje barwy greckiego klubu Alki Larnaka.

## Kariera klubowa
Bertin urodził się we Francji, lecz w 2002 roku dołączył do młodzieżowego zespołu Juventusu. Od 2003 roku występował w hiszpańskich klubach (Racingu Santander, CD Tenerife, Atlético Madryt B oraz Benidorm). W 2008 roku grał w szwajcarskim FC Luzern, zaś od 2009 roku gra w OFI Kreta.

## Międzynarodowa kariera
W reprezentacji Haiti zadebiutował w turnieju Złoty Puchar CONCACAF 2007, gdzie wystąpił w ostatnim meczu z reprezentacją Kanady.